# 吉米·达罗
詹姆斯·K·达罗（英語：James K. Darrow，1937年9月25日—1987年6月8日），美国NBA联盟前职业篮球运动员。他在1960年的NBA选秀中第5轮第38顺位被圣路易斯鹰选中。